# Xian de Xinlong

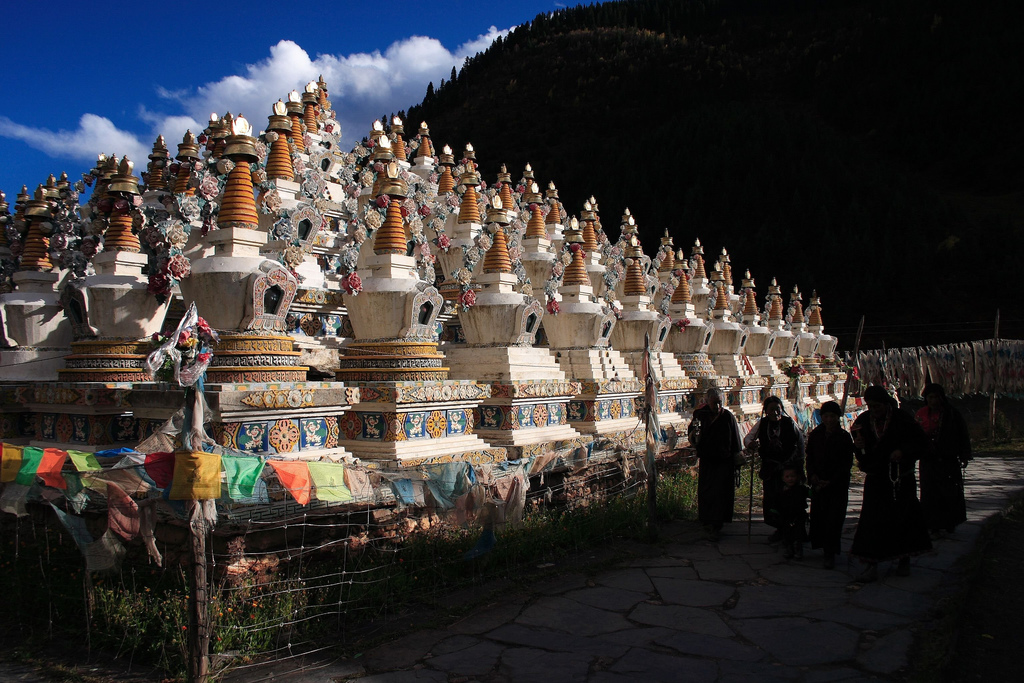
Pagode à Larima

Le xian de Xinlong (新龙县 ; pinyin : Xīnlóng Xiàn; tibétain : ཉག་རོང་རྫོང་, Wylie : nyag rong rdzong, THL : Nyarong Dzong) est un district administratif de la province du Sichuan en Chine. Il est placé sous la juridiction de la préfecture autonome tibétaine de Garzê. Elle correspond approximativement à l'ancienne région de Nyarong.

## Démographie
La population du district était de 42 752 habitants en 1999.